# Entente Sportive Le Cannet-Rocheville Volley-Ball 2012-2013
Questa voce raccoglie le informazioni riguardanti l'Entente Sportive Le Cannet-Rocheville Volley-Ball nelle competizioni ufficiali della stagione 2012-2013.

## Organigramma societario
Area direttiva
- Presidente: Daniel Bussani

Area tecnica
- Allenatore: Riccardo Marchesi
- Allenatore in seconda: Giancarlo D'Amico

## Rosa
| N° | Nome              | Ruolo | Data di nascita   | Nazionalità sportiva |
| -- | ----------------- | ----- | ----------------- | -------------------- |
| 1  | Lucile Le Thuc    | P     | 19 settembre 1992 | Francia              |
| 2  | Maëva Orlé        | C     | 8 maggio 1991     | Francia              |
| 3  | Lisa-May Hahn     | S/O   | 25 novembre 1993  | Francia              |
| 4  | Titia Sustring    | S     | 27 aprile 1979    | Paesi Bassi          |
| 5  | Anaïs Décamp      | L     | 24 febbraio 1992  | Francia              |
| 7  | Mallory Steux     | P     | 24 ottobre 1988   | Francia              |
| 8  | Jaimie Thibeault  | C     | 23 settembre 1989 | Canada               |
| 9  | Élisabeth Fedèle  | S     | 12 gennaio 1994   | Francia              |
| 10 | Lucia Lunghi      | L     | 22 novembre 1987  | Italia               |
| 11 | Klára Melicharová | S     | 24 maggio 1994    | Rep. Ceca            |
| 12 | Sanja Bursać      | S     | 10 gennaio 1990   | Serbia               |
| 15 | Milagros Collar   | S/O   | 15 aprile 1988    | Spagna               |
| 16 | Florencia Aguirre | C     | 14 maggio 1989    | Uruguay              |